# 볼프람 지퍼스
볼프람 지퍼스(독일어: Wolfram Sievers, 1905년 7월 15일 ~ 1948년 6월 2일)는 나치 당원으로 1935년부터 1945년까지 아넨에르베 총사령관으로 근무하는 동안 자행된 의료 만행으로 유죄 판결을 받은 전범이었다. 그는 1947년 의사 재판에서 전쟁 범죄로 유죄 판결을 받았고 1948년 교수형에 처해졌다.